# Le Livre national
Le Livre national est le nom donné à deux collections littéraires françaises de romans populaires créées par l'éditeur Jules Tallandier à partir d'avril 1908 : Livre national rouge et Livre national bleu pour les romans d'aventures et d'exploration. Le terme « national » fait référence au peuple français, à sa culture, au patriotisme. Le nom deviendra par la suite une marque éditoriale des éditions Tallandier. 
Cette collection développa de nombreuses sous-collections.
La marque disparaît après 1942.

## Illustrateurs

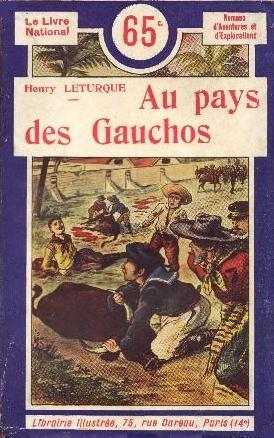
L'un des premiers titres de la collection, encore éditée sous la marque La Librairie illustrée : Henry Leturque, Au pays des gauchos (artiste non identifié, 1908/1911).

Tous les ouvrages comportent une couverture illustrée, et certains titres contiennent des vignettes. Les éditions Tallandier héritèrent des artistes familiers de La Librairie illustrée (dont le Journal des voyages). On trouve les signatures de Ernest Bouard, Henri Thiriet, Albert Édouard Puyplat, Pierre Dmitrow, Maurice Toussaint (le plus fécond), et d'autres, restés inconnus.

## Publicité
Le quatrième de couverture d'un des premiers titres mentionne :

« Le but du Livre national est de s'adresser à tous.
Par son prix inouï de bon marché, par sa qualité irréprochable, par la notoriété des auteurs, par la célébrité des œuvres publiées, Le Livre National s'impose à toutes les classes de la société : aux femmes de la bourgeoisie comme aux petites ouvrières admiratrices de beaux et bons romans : aux ouvriers, aux employés, aux artisans cherchant en dehors de leurs travaux la distraction saine et captivante de la lecture, aux jeunes gens avides de sensations, amateurs de romans ou de récits d'aventures et de voyages. »